# Gyeonghuigung
Gyeonghuigung is een van de vijf grote paleizen in de Zuid-Koreaanse hoofdstad Seoel.
Gyeonghuigung werd ten tijde van de Japanse bezetting geheel verwoest om plaats te maken voor een school. In de jaren 90 van de twintigste eeuw werd begonnen met de restauratie van het paleis om zo de vijf grote paleizen weer compleet te krijgen. Men was echter slechts in staat om het in ongeveer 33% van de originele staat terug te krijgen. Op het terrein bevindt zich nu ook het Seoel Geschiedenis Museum.
De naam Gyeonghuigung betekent letterlijk 'paleis van de serene harmonie' en het ligt in het westelijk deel van Seoel. Het werd daarom ook wel Seo-gwol (Paleis in het westen) genoemd. Het paleis diende als secundair paleis voor de vorst, een plek waar de vorst meestal verbleef ten tijde van noodsituaties.
Omdat Gyeongbukgung lange tijd verwoest was, verbleven ongeveer tien Joseon-vorsten in dit paleis, van de regering van koning Injo tot aan de regering van koning Cheoljong. Enige tijd werden Deoksugung en Gyeonghuigung met elkaar verbonden door een brug.